# Volkswagen Fridolin

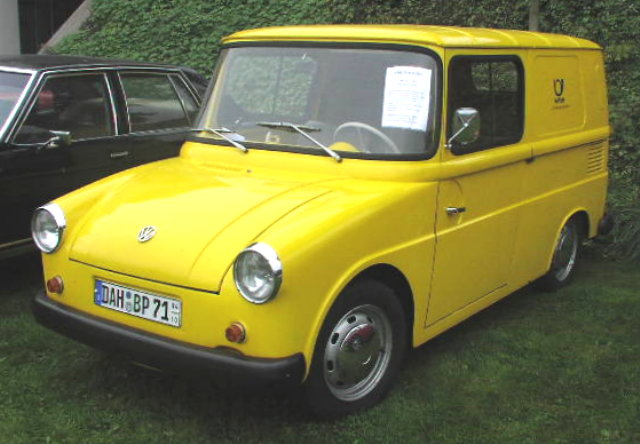
Volkswagen Fridolin

De Volkswagen Fridolin (officieel Typ 147 Kleinlieferwagen) is een bestelwagen van de Duitse autofabriek Volkswagen, die tussen 1964 en 1973 voor de Deutsche Bundespost werd gebouwd. De bijnaam is ontstaan bij Westfalia en verwijst waarschijnlijk naar een railvoertuig waar de auto op lijkt.
Het voertuig werd in februari 1962 door de Bundespost besteld en was bedoeld voor het legen van brievenbussen in binnensteden. De tot dan gebruikte voertuigen waren hiervoor minder geschikt bevonden en een proef met de Transporter van Goggomobil was op niets uitgelopen. Het nieuwe voertuig moest onder andere een laadruimte van twee kubieke meter hebben waarin vierhonderd kilo poststukken kon worden meegenomen. De laadruimte moest bovendien rechtstreeks vanuit de bestuurderscabine bereikbaar zijn. Verder moest het voertuig zijn voorzien van schuifdeuren, omdat gewone portieren in de binnenstad lastig te openen waren.
Volkswagen maakte onder de naam EA 149 (EA staat voor Entwicklungsauftrag; letterlijk: 'ontwikkelingsopdracht') een ontwerp, en kreeg vervolgens de opdracht. Om op de kosten te besparen, werd het voertuig door Volkswagen uit delen van andere voertuigen samengesteld. Zo kwamen de assen, de 34pk-boxermotor en de aandrijving uit de Volkswagen Kever; het chassis was een verstevigde versie van het chassis van de Karmann Ghia Typ 14. De koplampen kwamen van de Volkswagen 1500. De achterklep en veel andere onderdelen kwamen van de Volkswagen Transporter.
De Fridolin werd in de Westfalia-fabriek in Wiedenbrück gebouwd. In 1963 werden eerst enkele prototypen ontwikkeld. In 1964 begon de serieproductie. Toen de productie in juli 1974 werd gestaakt, waren er in totaal tussen de 6.123 en 6.139 voertuigen van dit type gebouwd. Een deel hiervan is aan andere instellingen geleverd. Zo kocht Die Schweizerische Post 1201 exemplaren in een licht gewijzigde uitvoering die met een 44pk-motor was uitgerust. Ook Lufthansa kocht een aantal exemplaren.
De Fridolin had geen bijzonder goede bescherming tegen roest. In Duitsland rijden nog circa veertig Fridolins op de openbare weg. Wereldwijd zijn nog zo'n tweehonderd exemplaren overgebleven.